# Spirou et Fantasio

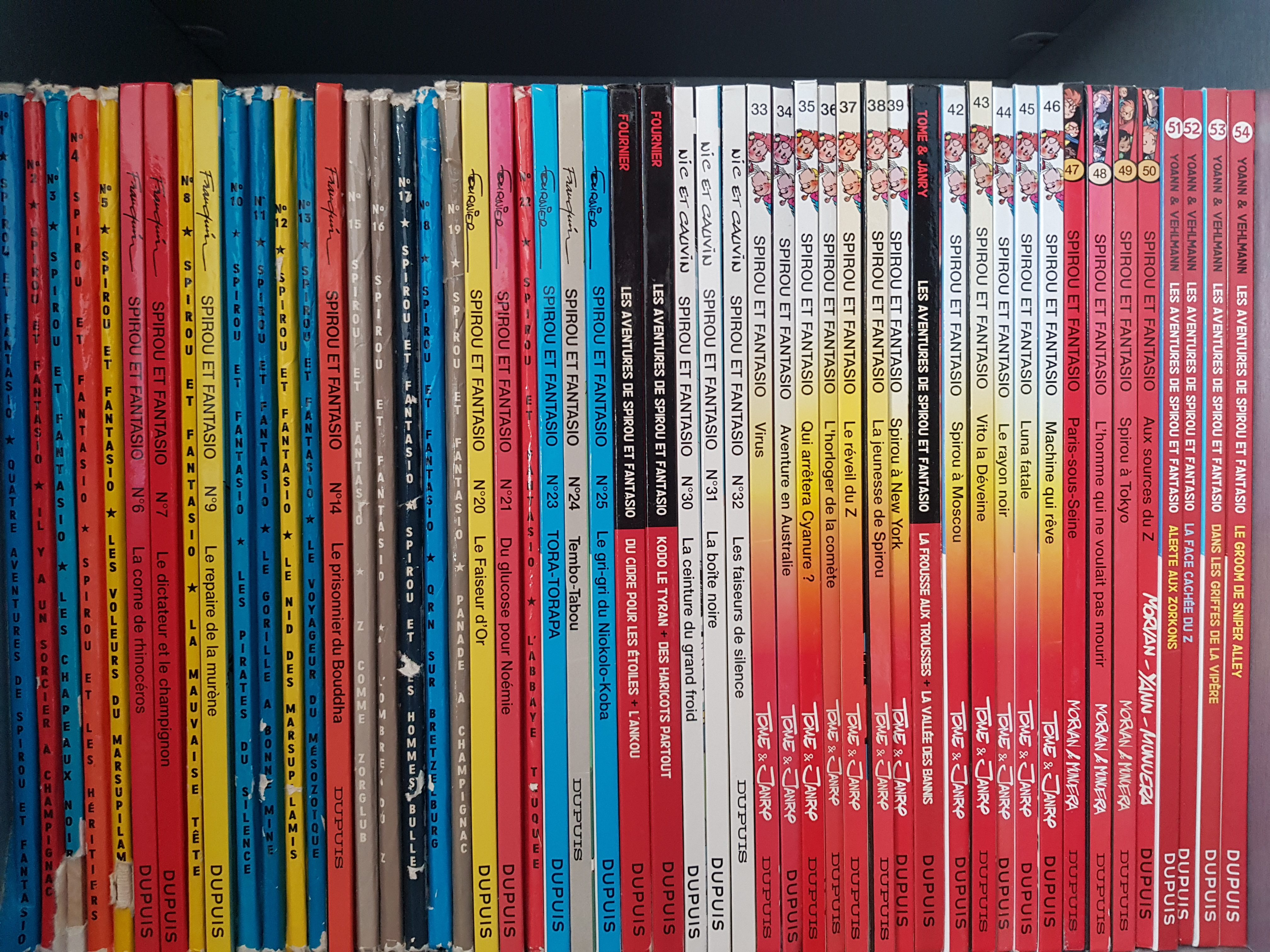
Les cinquante quatre premiers titres de Spirou et Fantasio.

Spirou et Fantasio est une série de bande dessinée publiée dans le Journal de Spirou. Sa publication a commencé en 1938 et la série est devenue l'une des bandes dessinées franco-belges les plus populaires. Elle met en scène les personnages de Spirou et Fantasio, reporters, accompagnés le plus souvent de l'écureuil apprivoisé de Spirou : Spip et, à partir du 4e album, du Marsupilami. Leurs aventures les amènent à affronter des gangsters divers, ainsi que des dictateurs et autres savants fous dans des aventures mêlant humour, science-fiction et fantastique.
Les personnages éponymes font partie des rares héros de la bande dessinée franco-belge à appartenir à leur éditeur et non à un auteur ou dessinateur en particulier, et à ce titre sont passés entre les mains de divers auteurs, dont les plus connus sont André Franquin et le duo Tome et Janry.
La popularité durable du personnage de Spirou, qui donne son nom au magazine qui l’a vu naître, et de certains personnages secondaires, a entraîné la création de séries dérivées qui, parfois, ont connu un plus grand succès que Spirou et Fantasio : Gaston (premier album en 1960), Marsupilami (1987), Le Petit Spirou (1990), Zorglub (2017), Mademoiselle J. (2017), Champignac (2018) et Supergroom (2019).
Une série de one shots, indépendants de la série officielle, sont regroupés dans la collection Le Spirou de… dans laquelle certains des auteurs confirmés de la bande dessinée franco-belge rendent hommage à la série.
La série a également été adaptée en film, contes audios, série animée et jeux vidéo.

## Historique

### Les origines: Rob-Vel puis Jijé (années 1940)
En 1938, l'éditeur Jean Dupuis, après avoir édité plusieurs publications dont L’Ami du foyer, Le Roman et le fameux Moustique (qui s'est appelé Télémoustique pendant plusieurs dizaines d'années), crée Le Journal de Spirou. Il engage le dessinateur Robert Velter, dit « Rob-Vel », pour animer le personnage titre du journal. Rob-Vel reprend un protagoniste qu'il a déjà utilisé épisodiquement pour des affiches de publicité, un jeune groom aux cheveux roux, et le met en scène dans ce rôle au Moustic Hotel (référence au journal Moustique, également publié par Dupuis). Rob-Vel est aidé dans sa tâche par sa femme Blanche Dumoulin, qui écrit les scénarios de la bande dessinée, et par le peintre Luc Lafnet, qui l'assiste sur diverses séries. Une incertitude demeure quant au rôle exact tenu par Lafnet dans la création du personnage de Spirou : il est possible que la toute première planche soit en réalité l'œuvre de Lafnet, auquel Rob-Vel, pris par ses autres séries, aurait délégué la tâche. Le dessinateur qui est représenté donnant vie à Spirou ressemble en effet à Lafnet et non à Rob-Vel. Il est également possible que Rob-Vel et Luc Lafnet se soient partagé la réalisation de la planche, Rob-Vel dessinant le personnage de Spirou et Lafnet les autres personnages. Ce point demeure obscur, les archives de Luc Lafnet, décédé prématurément en 1939, ayant disparu,.
Le nom Spirou signifie à la fois « écureuil » et « facétieux » en wallon et cela le caractérise bien au début, lorsqu'il joue des tours au personnel de l'hôtel. Le 8 juin 1939, il rencontre dans un épisode intitulé L’Héritage de Bill Money un véritable écureuil nommé Spip qui ne le quitte plus. Les premières histoires de la série sont des gags en une planche, centrés sur le travail de Spirou au Moustic Hotel. S'ensuivent des aventures plus longues, aux péripéties volontiers surréalistes ou fantastiques : Rob-Vel fait de son héros un globe-trotter, et l'envoie aux quatre coins du monde, puis dans l'espace. De cette période, très différente du Spirou contemporain, le personnage ne conserve ensuite que son costume caractéristique et l'écureuil Spip. Toutefois, son costume disparaîtra progressivement au profit de tenues plus discrètes au cours de l'évolution de la série, tout en gardant la couleur rouge emblématique.
La Seconde Guerre mondiale déclarée, Rob-Vel est mobilisé : la série est alors poursuivie par Blanche Dumoulin, aidée par le dessinateur Van Straelen. Rob-Vel est fait prisonnier par les Allemands en 1940 ; Spirou est alors repris par Joseph Gillain, dit « Jijé », l'un des principaux dessinateurs du journal. Libéré en 1941, Rob-Vel reprend sa série. En 1943, le Journal de Spirou est interdit de publication par les Allemands. Rob-Vel vend alors les droits du personnage Spirou aux éditions Dupuis. C'est à Jijé qu'est de nouveau confié le dessin de Spirou, tandis que le journal paraît clandestinement en Belgique occupée. Le rachat de Spirou par Dupuis fait de cette série une exception dans le paysage de la bande dessinée franco-belge, où les séries tendent généralement à appartenir à leurs auteurs d'origine.
En 1944, afin de contrebalancer le côté trop lisse de Spirou, Jijé crée à la demande de Jean Doisy, alors rédacteur en chef du journal, le personnage de Fantasio, qui apporte avec ses costumes bizarroïdes (il finit par adopter la mode zazou pendant les années 1940) et ses gaffes une touche de loufoquerie à la série. Le nom de Fantasio vient d'un pseudonyme utilisé par Jean Doisy pour signer l'une des nombreuses rubriques dans le journal. On remarquera la ressemblance du Fantasio des débuts avec Dagobert (Dagwood Bumstead, en anglais), le héros américain masculin de la série Blondie. Fantasio devient le meilleur ami de Spirou et l'accompagnera partout. Au milieu de l'épisode La Maison préfabriquée (1946), Jijé passe la main à l'un de ses élèves les plus prometteurs, le jeune André Franquin, qu'il a déjà testé dans l'épisode Le Tank.
Jijé réalisera encore deux courtes histoires avant de définitivement laisser Franquin dessiner le personnage. Dans une autre de ses séries, Blondin et Cirage, dans l'aventure Blondin et Cirage découvrent les soucoupes volantes (1954), Spirou, le Comte de Champignac et le Marsupilami feront une courte apparition mais seront dessinés par Franquin.

### Les années Franquin (années 1950-1960)

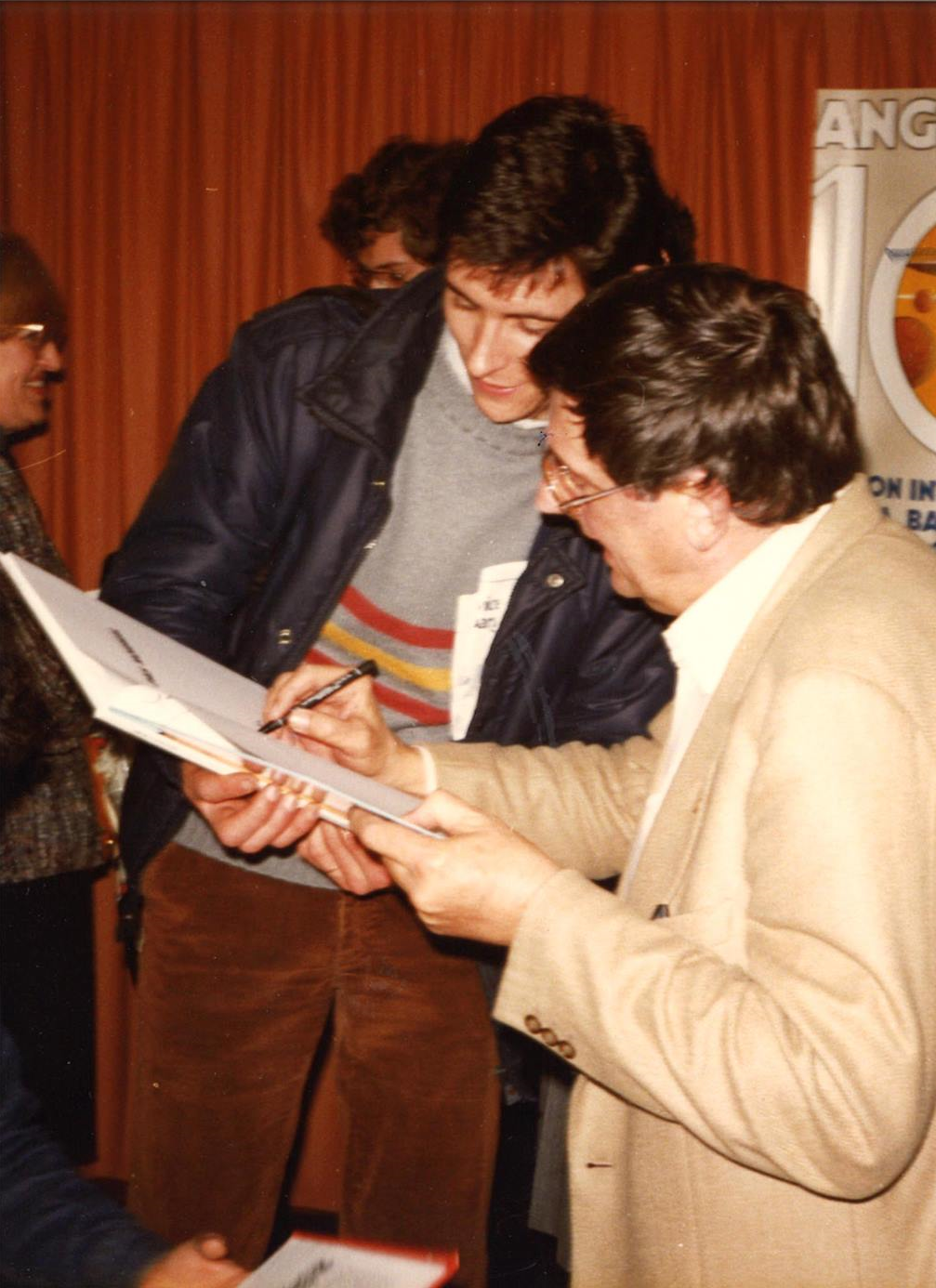
Franquin, au premier plan, au Festival d'Angoulême 1983.

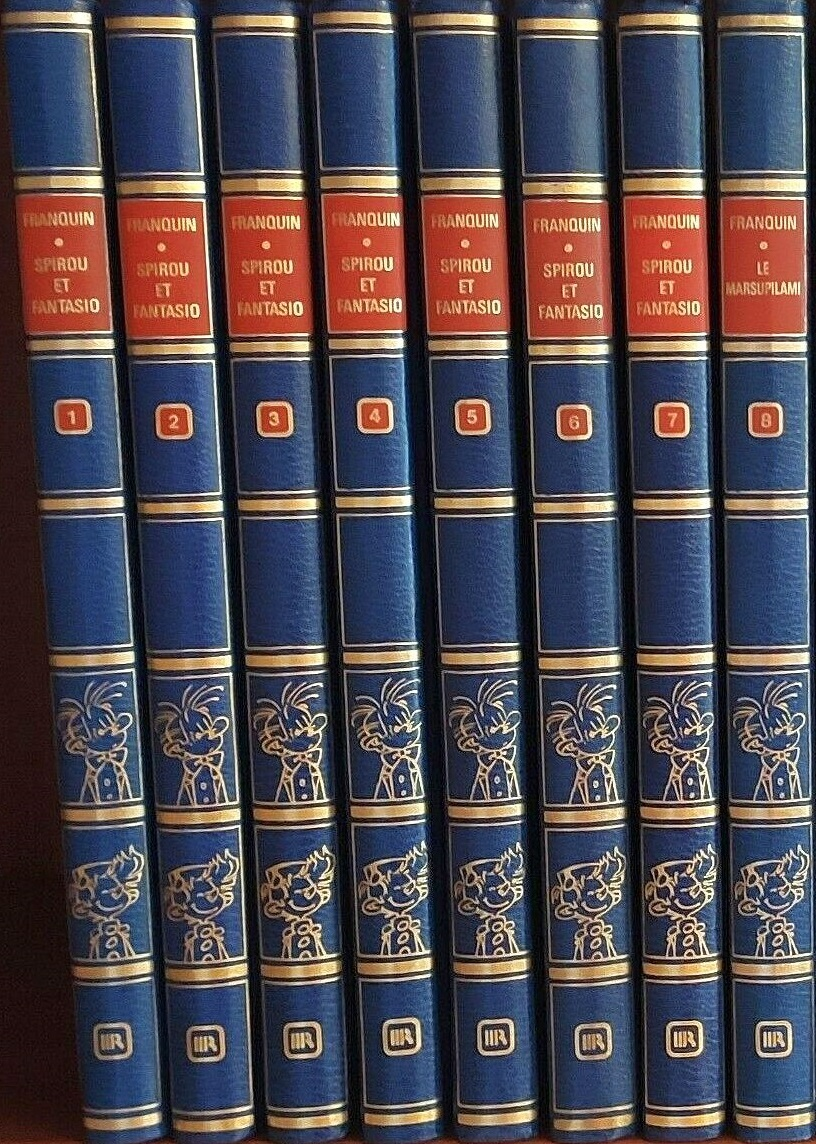
Spirou et Fantasio version Franquin chez Rombaldi.

Franquin modifie profondément la série en étendant les petites histoires comiques à de longues aventures avec un scénario plus complexe. Il introduit un grand nombre de personnages qui y deviendront récurrents tels le Comte de Champignac (Il y a un sorcier à Champignac), scientifique génial qui devient le grand-père de cœur de Spirou et Fantasio, le maléfique cousin Zantafio (Spirou et les héritiers), la journaliste Seccotine (La Corne de rhinocéros) — qui, dans les albums où elle apparaît, est une héroïne à part entière, ce qui est rare dans la bande dessinée de l'époque, en dehors des séries destinées aux jeunes filles — ou le génie mégalomane et maladroit Zorglub. La période Franquin est considérée comme la plus aboutie de la série, y compris par Hergé, qui exprimera son admiration pour le style graphique de l'auteur.
Quelques personnages mineurs comme le maire de Champignac – roi du discours ampoulé et abscons –, l'ivrogne Dupilon, l'employé Duplumier ou le pilote Roulebille, imprimeront également leur personnalité sur plusieurs albums.
L'une des principales créations de Franquin est le marsupilami, primate imaginaire doté d'une queue démesurément longue (de huit mètres) et surtout d'une force insurpassable, qu'il utilise avec beaucoup d'imagination. Adopté par les héros dans Spirou et les héritiers en 1952, il les suivra dans pratiquement toutes les aventures scénarisées par Franquin. Les marsupilamis apparaissent dans leur milieu naturel dans Le Nid des Marsupilamis en 1957, qui se présente comme un documentaire de Seccotine tourné dans la forêt vierge de l'État fictif de Palombie (Amérique du Sud). Dans Blondin et Cirage découvrent les soucoupes volantes, Jijé mettra en scène un marsupilami africain sans queue, apathique et boulimique, parodie poussée à l'extrême de la créature.
Tembo Tabou avec le Marsupilami est publié pour la première fois dans Le Parisien libéré en 1959, où Franquin reprend le dessin avec Roba, l'histoire ne sera publié par Dupuis qu'en 1974 comme 24e album de la série. 
À partir de l'histoire La Peur au bout du fil (1959), Franquin entame une collaboration avec Greg au scénario, et Jidéhem aux décors. Comme dans certaines de ses dernières séries, Greg place ses histoires dans un contexte géopolitique plus réaliste. Le Prisonnier du Bouddha (1961) se passe en Chine continentale, avec des références voilées à la guerre froide. De même, QRN sur Bretzelburg (1966) prend place dans deux pays imaginaires rappelant l'Allemagne d'avant la réunification. Enfin, c'est avec Greg que Franquin crée le savant mégalomaniaque Zorglub dans le diptyque Z comme Zorglub (1961) et L'Ombre du Z (1962).
Franquin se lassant de ces personnages, il décide de se consacrer davantage à celui de Gaston Lagaffe qu’il avait créé en 1957. Après Panade à Champignac (1967), épisode auquel Franquin donne un ton franchement parodique, la série est reprise en 1969 par Jean-Claude Fournier, qui signait déjà dans le journal la série Bizu. Franquin détenant les droits du marsupilami, ce dernier disparaît de la série. Pour faciliter la tâche à son successeur, Franquin permet à Fournier de l'utiliser dans sa première histoire, Le Faiseur d'or (1969)  et le dessine lui-même. À partir de Du glucose pour Noémie (1970), les aventures de Spirou et Fantasio se déroulent sans le marsupilami, dont l'absence n'est pas expliquée au lecteur.  seuls quelques clins d'œil discrets rappellent le passé de l'animal dans la série. Le personnage ne réapparaît que dans les années 1980, dans sa propre série, et tient plus tard la vedette d'une série animée.
Franquin ne regrettera pas vraiment d'avoir laissé tomber Spirou et Fantasio, personnages qu'il n'a jamais vraiment considérés comme siens, mais déplorera davantage l'abandon des personnages secondaires (entre autres le Comte de Champignac, Dupilon, le Maire et Zorglub), qu'il jugeait faire partie de lui-même. Par respect pour ses créations, Tome et Janry créeront plus tard des personnages calques, en particulier un descendant du Comte (dans L'Horloger de la comète en 1984) et même un descendant de Zorglub, Zorglub junior (dans Le Réveil du Z en 1985). Le graphisme de Janry est fidèle à celui de Franquin, mais les caractères psychologiques donnés à tous les personnages, frisant la vulgarité, sont aux antipodes des mœurs policées que leur donnait Franquin.

### Les années Fournier (années 1970)

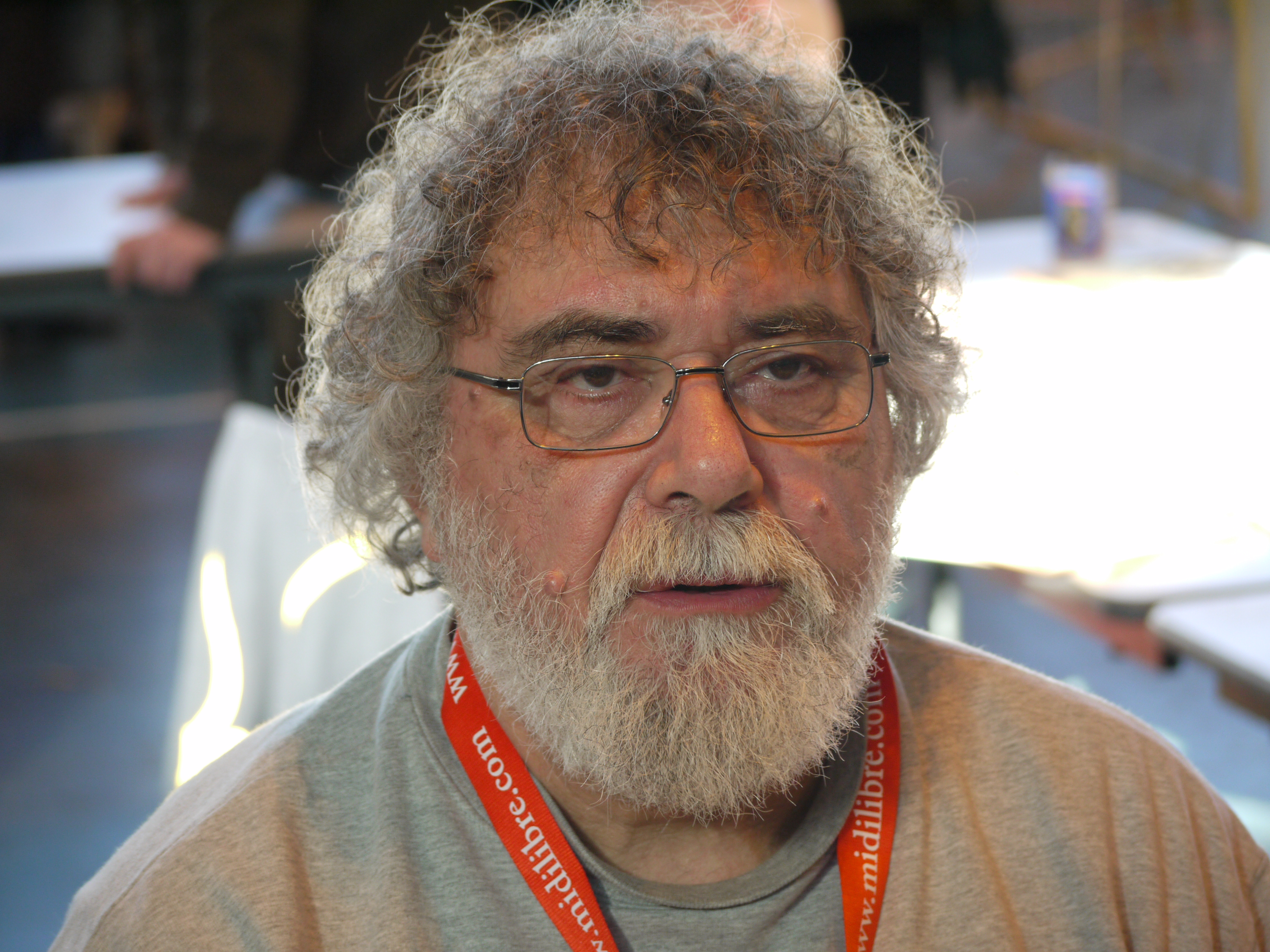
Le scénariste et dessinateur Fournier en février 2010, en dédicace à Bagnols-sur-Cèze.

Fournier dessine neuf albums de la série, dans lesquels Spirou évolue en un héros plus moderne (suivant même la mode des années 1970 en adoptant cheveux longs, pantalon pattes d'eph' et col roulé). Alors que les histoires de Franquin étaient le plus souvent neutres d'un point de vue politique (Franquin défendra plus tard le pacifisme et l'écologisme dans Gaston Lagaffe et les Idées noires, particulièrement tranchantes), Fournier traite de problèmes de société des années 1970 dans Spirou, tels que l'implantation de l’énergie nucléaire (L'Ankou), les dictatures à l'économie fondée sur le trafic de stupéfiants (Kodo le tyran) ou celle de François Duvalier (Tora Torapa). Bien qu'il introduise plusieurs personnages, comme le magicien Itoh Kata, la journaliste Ororéa (Fournier confessera qu'elle remplaçait Seccotine qu'il n'aimait pas dessiner) ou encore une organisation criminelle occulte appelée le Triangle, aucun de ceux-ci n'est réutilisé par la suite, jusqu'à ce que Morvan et Munuera ne réintroduisent Itoh Kata et ses collègues magiciens dans Spirou à Tokyo.

### Années de transition
Cependant, à la fin des années 1970, Fournier commence à ralentir son rythme de production et Dupuis se met à la recherche de nouveaux auteurs pour le remplacer. Fournier laissera une histoire inachevée, La Maison dans la mousse, publiée dans l'album spécial Les Mémoires de Spirou ainsi que dans l'intégrale tome 11. Les éditions Dupuis proposent alors à Roba de reprendre la série, mais ce dernier refuse. Plusieurs dessinateurs sont alors pressentis, entre autres le duo Yann et Conrad qui propose un projet de reprise : une suite du Nid des marsupilamis avec l'accord de Franquin pour utiliser son personnage fétiche. Cependant José Dutilleu ("directeur du concept" chez Dupuis), qui leur préfère Nic Broca, leur impose des conditions si drastiques que le duo finit par laisser tomber. Pour un temps, trois équipes séparées travaillent simultanément à la série.
Nic Broca (dessin) et Raoul Cauvin (scénario) en prennent temporairement les rênes sans apport déterminant. Leur principal ajout à cet univers, La Boîte noire, qui contient les plans de l'Aspison (un appareil aspirant les sons alentour), est en fait un plagiat (par ailleurs explicitement revendiqué) trouvant sa source dans un album de la série Sophie de Jidéhem : La Bulle du silence. Étrangement, ces deux auteurs ne sont pas autorisés par l'éditeur à réutiliser les personnages secondaires des précédents albums, et leur œuvre semble ainsi en décalage avec le reste de la série.
Dans le même temps, Cœurs d'acier, dessiné et scénarisé par Yves Chaland, est prépublié en 1982 dans Le Journal de Spirou du no 2297 au no 2318, en bichromie. La rédaction du journal interrompt l'histoire et décide que Tome et Janry, constituant la troisième équipe, seront désormais seuls responsables de la série. Chaland est très déçu que le projet soit abandonné, tant il lui tient à cœur de rendre hommage à ses idoles André Franquin et surtout Jijé. En effet, cet album est dessiné dans le style qu'affectionnait Yves Chaland, à savoir celui des années 1950. L'histoire, quoique inachevée, est d'abord reprise dans un album pirate en 1984 (sous le titre À la recherche de Bocongo). En 1990, l'éditeur Champaka acquiert les droits de publier cette histoire telle quelle, sans la possibilité de publier les mots “Spirou” et “Fantasio”, hormis lorsqu'ils sont cités dans les dialogues. C'est pourquoi l'ouvrage est intitulé Cœurs d’acier, sans mention du nom des héros sur la couverture. Cœurs d’acier compte deux volumes, le premier reprenant les strips parus dans Spirou, le second des textes de Yann illustrés par Chaland, achevant l'histoire. Ne pouvant continuer une histoire de Spirou et Fantasio sans l'accord de Dupuis, les héros sont désignés dans le second tome par des sobriquets tels que « le rouquin » ou « le freluquet ». Sur les dessins, Spirou et Fantasio portent des cagoules en peau de léopard, de manière qu'on ne puisse les reconnaître. L'épisode est ensuite édité au sein d'un tome de l'intégrale Chaland, aux Humanoïdes Associés en 1997  (ISBN 2-7316-1243-6), avant de rejoindre finalement les autres aventures du duo dans le hors-série no 4 chez Dupuis. Le second tome de Cœurs d’acier n'a, pendant longtemps, jamais été réédité et la fin de l'histoire est donc inconnue de la plupart des lecteurs. Une nouvelle édition regroupant les deux albums est sortie en septembre 2008 aux éditions Champaka. Dans la nouvelle de Yann, concluant l'histoire, Spirou et Fantasio sont, cette fois, explicitement nommés. En 2013, les éditions Dupuis publient enfin le Spirou et Fantasio de Y. Chaland.
La troisième équipe, formée par Philippe Tome et Janry, publie plusieurs histoires courtes pendant cette période là.
Le duo possédant déjà une histoire courte qui se passait au Pôle Nord et qui s’intitulait « Virus », cette histoire est alors devenue un album de 44 pages. Ils apprennent plus tard que Dupuis avait sollicité l’avis de Franquin qui avait approuvé de les engager. « Virus » est pré-publié à partir de juin 1982 dans le journal de Spirou.
Nic et le scénariste Cauvin ont continué à travailler sur leurs 3 nouveaux albums pour boucler leur contrat: La Ceinture du grand froid (1981), La Boîte noire (octobre 1982) et Les Faiseurs de silence (1983). Ce n’est qu’après leurs parutions que Tome & Janry sont devenus les nouveaux créateurs officiels.

### Tome et Janry (années 1980-1990)

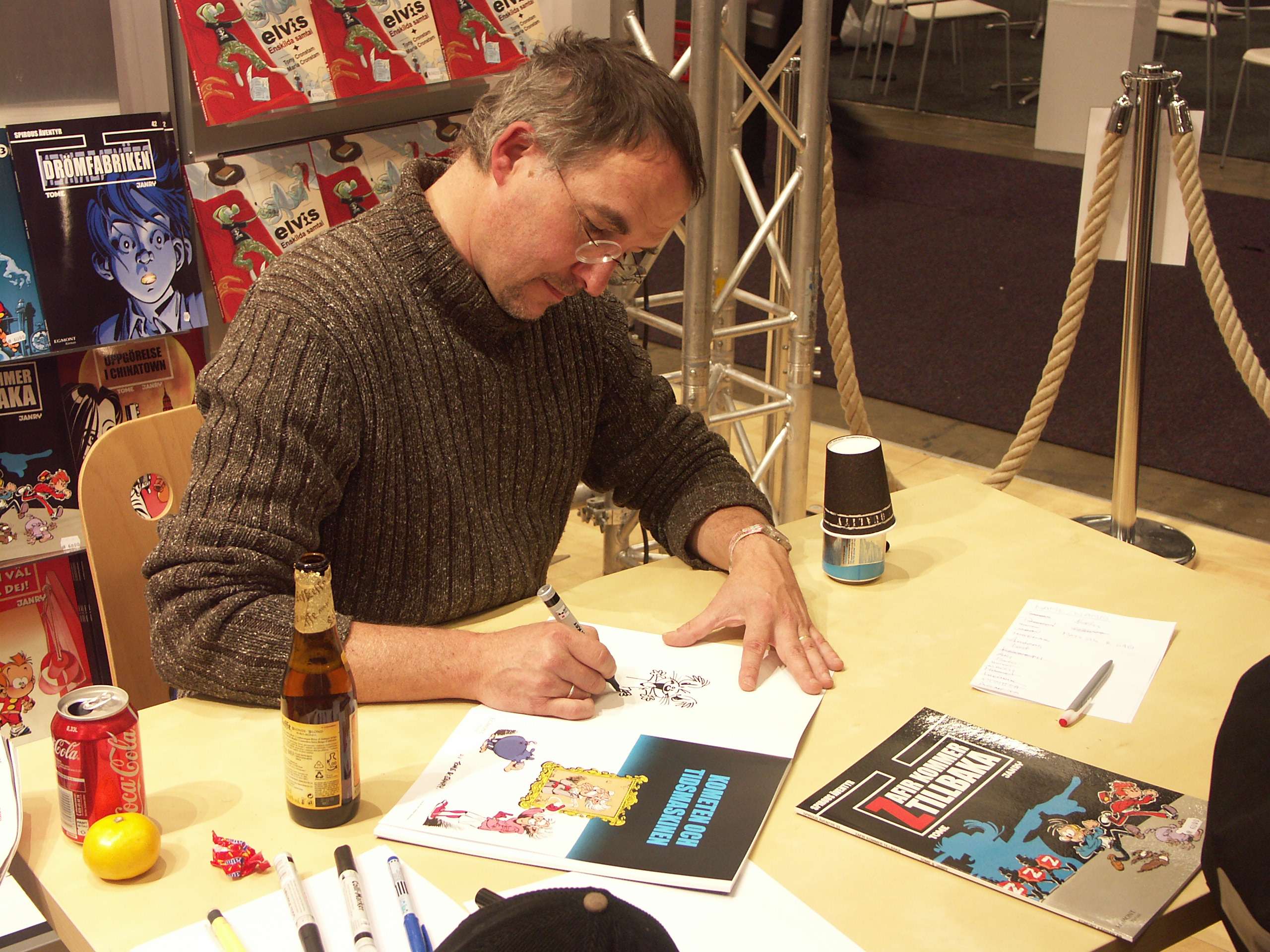
Le dessinateur Janry en dédicace en janvier 2008.

C'est l'équipe formée par Philippe Tome (scénario) et Janry (dessin) qui connaît son plus grand succès avec Spirou, aussi bien critique que commercial[réf. nécessaire]. Graphiquement, le style des auteurs est un hommage moderne au travail classique de Franquin, tandis que les scénarios impliquent des préoccupations modernes comme la biotechnologie (Virus), la robotique (Qui arrêtera Cyanure ?) et même le voyage temporel (avec le diptyque L'Horloger de la comète - Le Réveil du Z, cette dernière aventure mettant en scène un descendant de Zorglub). Leur position d'auteurs officiels de Spirou et leur succès font alors du duo la référence d'une toute nouvelle école d'auteurs, comprenant Didier Conrad, Bernard Hislaire ou Frank Le Gall, qui auront à leur tour une brillante carrière. Parallèlement, Spirou tient le second rôle dans la petite série de strips à l'humour absurde de Frank Pé, L'Élan.
Avec La Jeunesse de Spirou (1987, paru dans l'hebdomadaire en 1983), Tome et Janry commencent à imaginer la jeunesse du héros. Cette idée est plus tard développée dans Le Petit Spirou, qui détaille la jeunesse de Spirou à l’école primaire. Une grande partie des gags porte sur ses questionnements sur le sexe opposé. Il est maintenant généralement admis que cette série a très peu en commun, du point de vue de la mentalité, avec la série d'origine.
Un nouveau personnage, le parrain mafieux malchanceux Vito « Lucky » Cortizone, basé sur le personnage Vito Corleone du film Le Parrain, apparaît dans Spirou à New York (1987), tandis que Spirou à Moscou (1990) met en scène la première visite de Spirou et Fantasio en URSS, alors au bord de l’effondrement. Cet épisode marque d'ailleurs le retour de Zantafio, qui avait disparu depuis Tora Torapa. C'est également le dernier album de Spirou publié avant la mort de Rob-Vel.
Dans son dernier album, Machine qui rêve en 1998, le binôme tente de renouveler encore la série, en poussant plus loin l'approfondissement psychologique des héros amorcé durant les précédents albums, avec une histoire plus adulte (héros blessé, relations amoureuses, etc.) accompagnée d'un graphisme plus réaliste. Ce changement noir et soudain déroute de nombreux lecteurs. On trouve bien sûr plus de morts réelles dans les derniers épisodes, mais le ton réaliste constitue un nouveau virage. De plus, si Tome propose un univers violent dans Soda, il n'en est pas de même dans Le Petit Spirou.
Tome expliquera plus tard que Philippe Vandooren, rédacteur en chef de l'hebdo, avait à l'époque soutenu le duo dans cette transformation de la série. C'est en partie son décès qui conduit à l'abandon du Spirou « sombre », ses successeurs refusant cette idée. Tome et Janry se concentrent sur Le Petit Spirou, arrêtant la série mère. Ils laissent également un récit inachevé, Spirou à Cuba, qui devait notamment voir la réapparition de Zorglub. Les planches sont longtemps restées inédites, jusqu'à fin 2008, lorsqu'à l’exposition Tome et Janry à Bruxelles, trois planches sont exposées.
Après le départ de Tome et Janry, la série connaît un hiatus de six ans. Durant cette période, Lewis Trondheim publie chez Dargaud L'Accélérateur atomique, un pastiche de Spirou et Fantasio qui ne fait pas partie de la série principale mais reçoit l'approbation de Dupuis.

### Morvan et Munuera (années 2000)

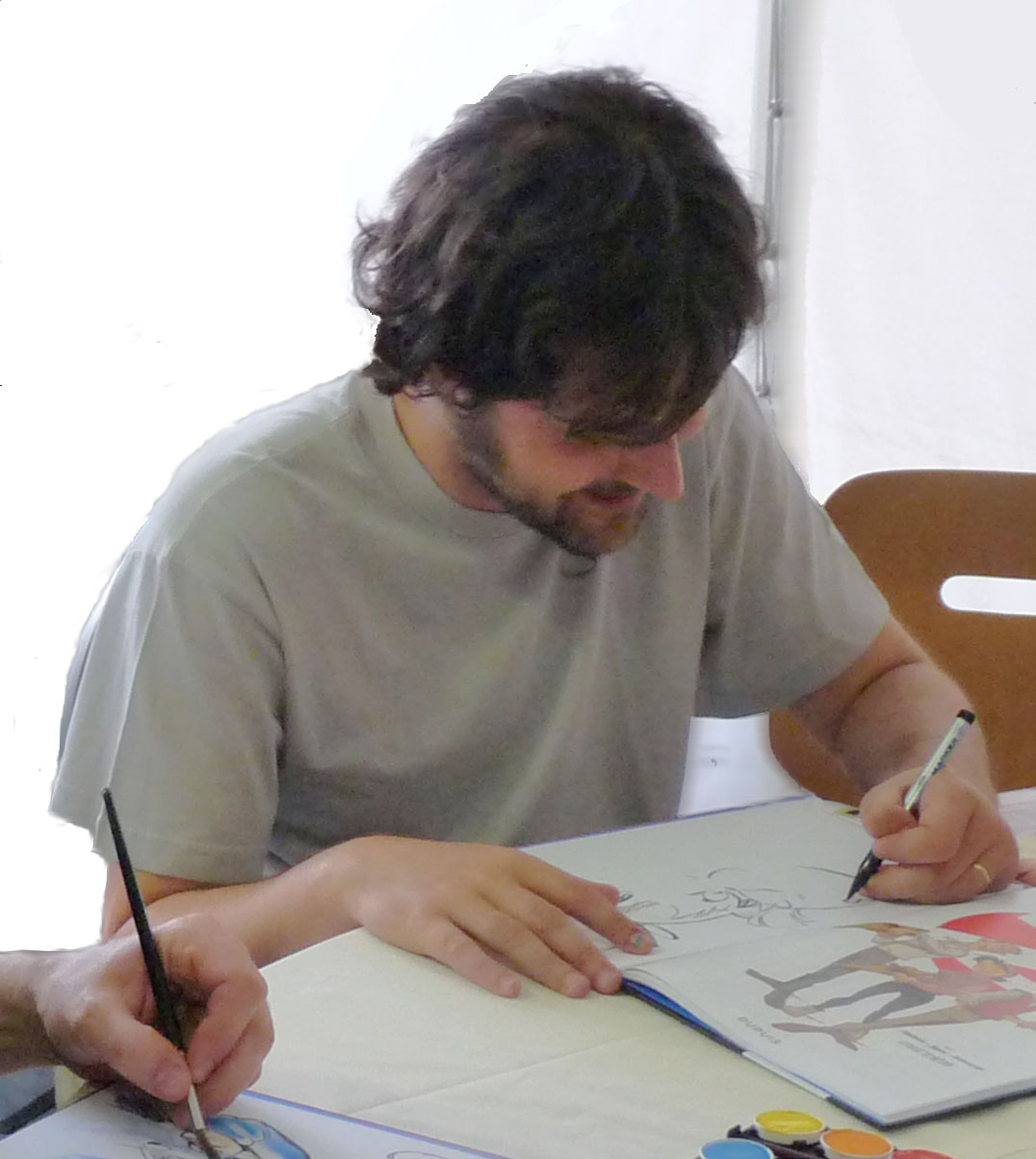
Le dessinateur Jose-Luis Munuera en dédicace au Festival Strasbulles 2009.

En 2004, la série reprend sa parution, et revient pour l'occasion à un style narratif plus classique avec Jean-David Morvan (scénario) et José Luis Munuera (dessin). Ce dernier amenant une touche de manga dans le découpage et le mouvement. Le Spirou de Morvan et Munuera, inauguré par l'album Paris-sous-Seine, se détache en partie des autres du fait qu'il incorpore des éléments de toute l'histoire du personnage, et non seulement de la période Franquin.
Le quarante-huitième épisode, L'Homme qui ne voulait pas mourir, fait directement référence à la genèse de la série de Rob-Vel, où Spirou naît de la plume d'un peintre avant de prendre vie lorsqu'il est aspergé d'une eau-de-vie. Spirou décrit cette scène à son psychanalyste, la décrivant comme un cauchemar récurrent qu'il fait depuis sa jeunesse.
Dans le tome 49, Spirou à Tokyo (2006), le tandem découvre deux enfants doués de pouvoirs télékinétiques (en hommage à Akira) : cet épisode à la tonalité fantastique est également l'occasion du retour d'Itoh Kata, un personnage de la période Fournier. L'album est publié conjointement avec le 49Z, Le Guide de l'aventure à Tokyo, qui documente le making-of de l'album, apporte des informations générales sur le Japon. Le 49Z comprend en outre l'épisode Des valises sous les bras, dessiné dans un style manga par Hiroyuki Ooshima sur un scénario de Morvan, qui raconte la jeunesse de Spirou dans un hôtel cinq étoiles de Tokyo, le New Moustique (en hommage à Rob-Vel). Morvan conçoit cet épisode comme le « pilote » d'un nouveau spin off de la série, qui consisterait à narrer l'adolescence de Spirou à Tokyo sous forme de manga. Dans une interview accordée au journal BoDoï, Morvan évoque la possibilité de réadapter certains anciens épisodes comme Il y a un sorcier à Champignac, en les faisant se dérouler au Japon. Morvan et Munuera sont cependant renvoyés par l'éditeur avant la concrétisation de ce projet.
En janvier 2007, Dupuis décide de mettre un terme à sa collaboration avec Morvan et Munuera, en raison de la baisse des ventes de la série. Leur quatrième et dernière participation, Aux sources du Z, coscénarisé par Yann, sort finalement en novembre 2008. Il est un temps question de changer d'équipe pour le cinquantième album de Spirou et Fantasio, et de faire de Aux sources du Z — qui s'achève sur un important retournement narratif — un hors-série dans la collection Le Spirou de…, mais Aux sources du Z est finalement maintenu dans la série principale.

### Yoann et Vehlmann (années 2010)

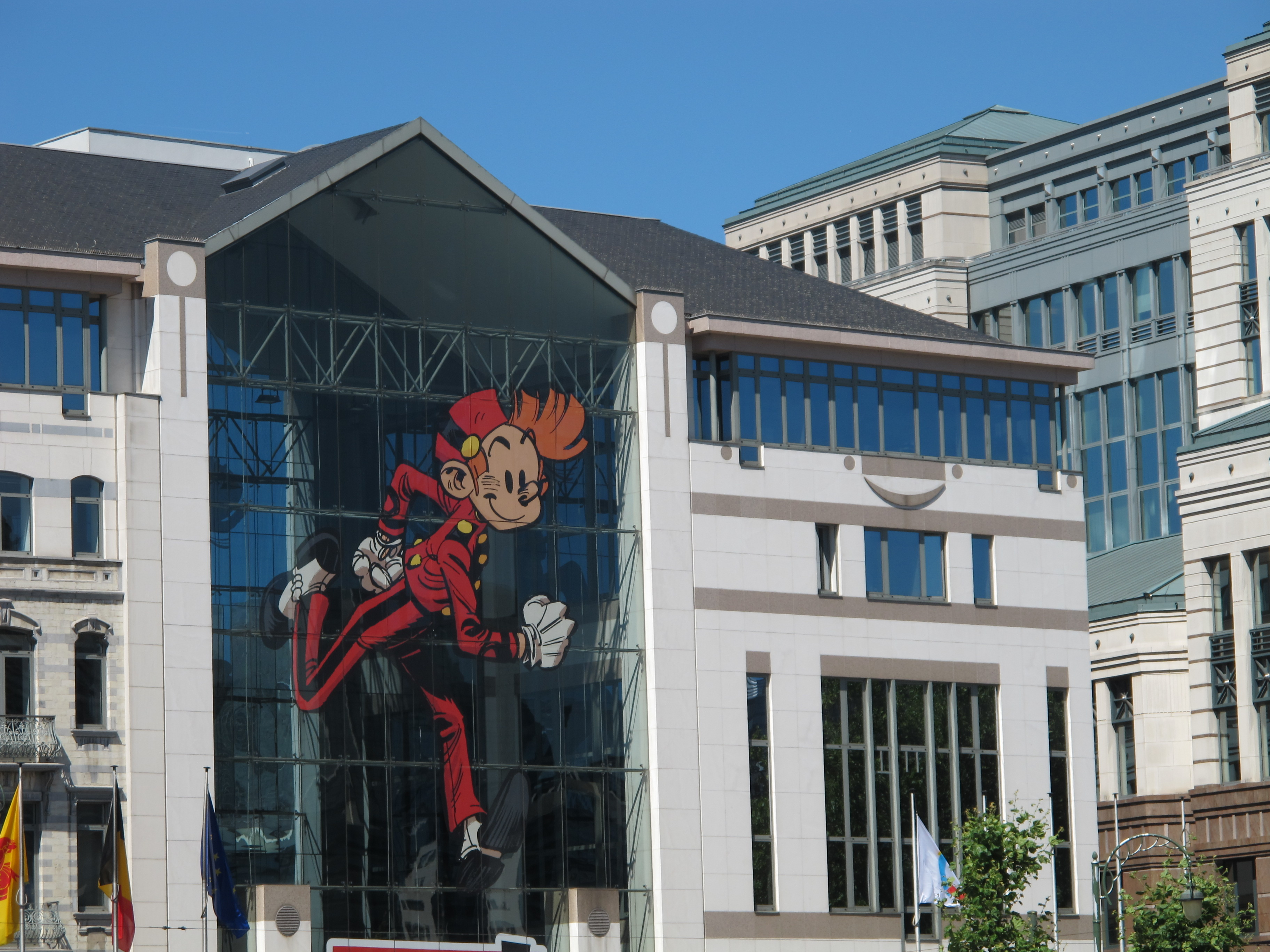
En août 2013, le Spirou de Yoann & Vehlmann, à Bruxelles.

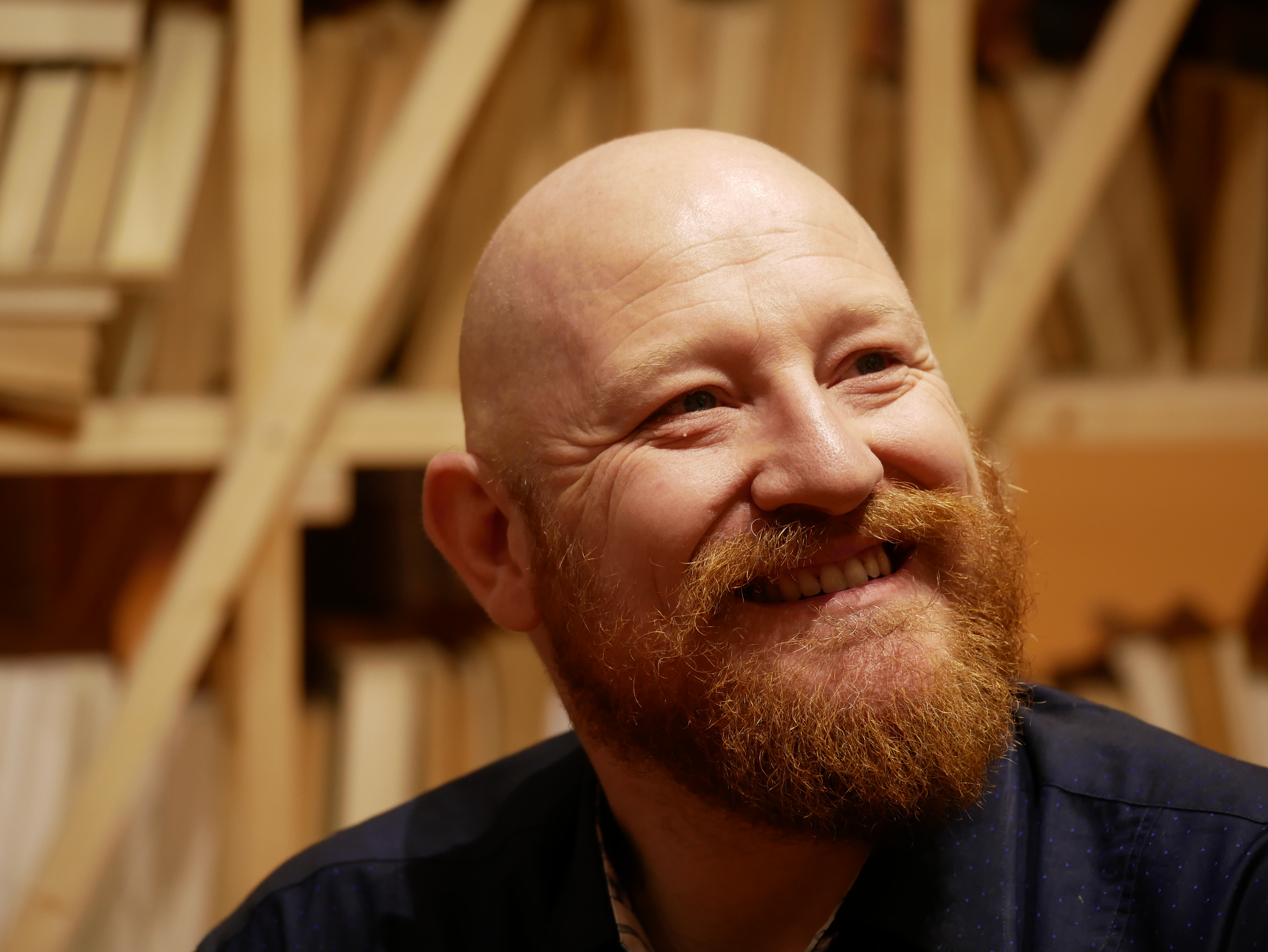
Le dessinateur Yoann Chivard à la Foire du Livre de Francfort 2017.

Les Éditions Dupuis annoncent en janvier 2009 que ce sont les auteurs du premier one shot (Les Géants pétrifiés), Yoann Chivard et Fabien Vehlmann, qui prennent la relève, avec de nouveau l'impératif d'une publication annuelle d'albums.
Le 3 septembre 2010 paraît ainsi le premier tome du tandem, intitulé Alerte aux Zorkons. Cette aventure inaugurale se déroule intégralement à Champignac.
Le second tome, La Face cachée du Z, sort en septembre 2011 : comme le titre l'indique, le récit marque le retour du personnage de Zorglub. Les auteurs confirment aussi leur recours au cliffhanger en fin de récit, qui annonce le tome suivant. Un dispositif déjà perfectionné par Fabien Vehlmann dans sa très populaire série jeunesse, Seuls.
En 2013, Dans les griffes de la Vipère s'intéresse cette fois à un autre pan de la mythologie du personnage, Le Journal de Spirou. Et le 21 novembre 2014, le 54e album, Le Groom de Sniper Alley, marque cette fois le retour d'un personnage créé par Tome et Janry, Don Cortizone.
Le 55e album, La Colère du Marsupilami, sorti en mars 2016, marque le retour du Marsupilami, compagnon du tandem des héros durant la plus grande partie de l'ère Franquin (ce marsupilami est le frère de celui de la série homonyme dérivée, qui pour sa part n'est apparu que dans l'album Le Nid des marsupilamis). L'album fournit une explication à la disparition du personnage, il y a 46 ans (sa dernière apparition remontant à l'épisode Le Faiseur d'or, première histoire de Fournier, où il était cependant toujours dessiné par Franquin), mis à part une apparition dans un récit court de Spirou et Fantasio de Fabrice Tarrin publié dans l'hebdomadaire le 17 avril 2013.
Début 2017, le tandem re-signe un contrat de cinq ans. Le premier album de ce prolongement de contrat devient le Hors-Série 5 : il s'agit d'un assemblage d'histoires courtes, intitulé Les Folles Aventures de Spirou.
En 2018, est publiée dans le Journal de Spirou une histoire appelée Boulevard des Crépuscules qui est annoncé comme la première histoire du tome 56. Elle sera en fait la première histoire de la série dérivée SuperGroom.
La série officielle est alors mise en pause. Entre 2017 et 2018, deux séries dérivées sont lancées : Zorglub, signée José-Luis Munuera, puis Champignac, écrite par Béka et dessinée par David Etien. Mais c'est surtout Émile Bravo qui est chargé de conclure la décennie 2010, en livrant quatre tomes de la série dérivée Le Spirou de…. Cette grande histoire en 300 planches se déroulant durant la seconde guerre mondiale est intitulée Spirou ou l'espoir malgré tout.
Parallèlement, Yoann et Velhmann préparent leur propre série dérivée, intitulée Supergroom, dont le premier tome Justicier malgré lui paraît début 2020. Le second tome La guerre olympique arrive en 2021.

### Guerrive, Abitan et Schwartz
En juillet 2021, un trio d’auteurs est annoncé pour reprendre la série : arrivent Sophie Guerrive et Benjamin Abitan au scénario, accompagnés d’Olivier Schwartz au dessin. Ce dernier avait auparavant déjà été dessinateur de trois albums de Le Spirou de…, écrits par Yann.
En août 2022 parait La Mort de Spirou après avoir été pré-publié dans les pages de Spirou à partir du mars 2022. Le trio fait mourir le héros pour introduire un nouveau duo, plus dans l’air du temps. 
En octobre 2024 parait La Mémoire du futur après avoir été pré-publié dans les pages de Spirou à partir du février 2024. Alors qu'on pensait Spirou mort, le groom se réveille en 1958, au beau milieu de Spirou et les hommes-bulles. On y présente le futur tel qu'on l'imagine à l'époque... Mais le doute s’immisce dans son esprit, et une ancienne ennemie va se dévoiler...

### Le Spirou de…
Créée en 2006 sous le titre Une aventure de Spirou et Fantasio par…, cette série parallèle permet à des auteurs différents d’un tome à l’autre, parfois d'anciens prétendants à la réalisation de la série principale, de s'exprimer avec une vision personnelle et en décalage avec celle de la série originelle.

## Albums

### Série principale
- 1 4 aventures de Spirou et Fantasio[N 1], Dupuis, Marcinelle, 1950
Scénario : André Franquin - Dessin : André Franquin -  (ISBN 2800100036)
- 2 Il y a un sorcier à Champignac[N 2], Dupuis, Marcinelle, 1951
Scénario : Jean Darc, André Franquin - Dessin : André Franquin -  (ISBN 2800100044)
- 3 Les Chapeaux noirs[N 3], Dupuis, Marcinelle, 1952
Scénario : André Franquin, Jijé - Dessin : André Franquin, Jijé -  (ISBN 2800100052)
- 4 Spirou et les héritiers[N 4], Dupuis, Marcinelle, 1952
Scénario et dessin : André Franquin -  (ISBN 2800100060)
- 5 Les Voleurs du marsupilami, Dupuis, Marcinelle, 1954
Scénario : Jo Almo, André Franquin - Dessin : André Franquin -  (ISBN 2800100079)
- 6 La Corne de rhinocéros[N 5], Dupuis, Marcinelle, 1955
Scénario et dessin : André Franquin -  (ISBN 2800100087)
- 7 Le Dictateur et le champignon, Dupuis, Marcinelle, 1956
Scénario : André Franquin, Maurice Rosy - Dessin : André Franquin -  (ISBN 2800100095)
- 8 La Mauvaise Tête[N 6], Dupuis, Marcinelle, 1956
Scénario et dessin : André Franquin -  (ISBN 2800100109)
- 9 Le Repaire de la murène, Dupuis, Marcinelle, 1957
Scénario et dessin : André Franquin -  (ISBN 2800100117)
- 10 Les Pirates du silence[N 7], Dupuis, Marcinelle, 1959
Scénario : Maurice Rosy, André Franquin - Dessin : André Franquin, Will -  (ISBN 2800100125)
- 11 Le gorille a bonne mine[N 8], Dupuis, Marcinelle, 1959
Scénario et dessin : André Franquin -  (ISBN 2800100133)
- 12 Le Nid des marsupilamis[N 9], Dupuis, Marcinelle, 1960
Scénario et dessin : André Franquin -  (ISBN 2800100141)
- 13 Le Voyageur du Mésozoïque[N 10], Dupuis, Marcinelle, 1960
Scénario : André Franquin, Greg - Dessin : André Franquin -  (ISBN 280010015X)
- 14 Le Prisonnier du Bouddha, Dupuis, Marcinelle, 1961
Scénario : André Franquin, Greg - Dessin : André Franquin, Jidéhem -  (ISBN 2800100168)
- 15 Z comme Zorglub[N 11], Dupuis, Marcinelle, 1961
Scénario : André Franquin, Greg - Dessin : André Franquin, Jidéhem -  (ISBN 2800100176)
- 16 L'Ombre du Z, Dupuis, Marcinelle, 1962
Scénario : André Franquin, Greg - Dessin : André Franquin, Jidéhem -  (ISBN 2800100184)
- 17 Spirou et les hommes-bulles[N 12], Dupuis, Marcinelle, 1964
Scénario : André Franquin - Dessin : André Franquin, Jean Roba -  (ISBN 2800100192)
- 18 QRN sur Bretzelburg[N 13],[N 14], Dupuis, Marcinelle, 1966
Scénario : Greg - Dessin : André Franquin -  (ISBN 2800100206)
- 19 Panade à Champignac[N 15], Dupuis, Marcinelle, 1969
Scénario : André Franquin, Gos, Peyo - Dessin : André Franquin, Jidéhem -  (ISBN 2800100214)
- 20 Le Faiseur d'or[N 16], Dupuis, Marcinelle, 1970
Scénario : Jean-Claude Fournier - Dessin : Jean-Claude Fournier, André Franquin -  (ISBN 2800100222)
- 21 Du glucose pour Noémie[N 17], Dupuis, Marcinelle, 1971
Scénario et dessin : Jean-Claude Fournier -  (ISBN 2800100230)
- 22 L'Abbaye truquée, Dupuis, Marcinelle, 1972
Scénario et dessin : Jean-Claude Fournier -  (ISBN 2800100249)
- 23 Tora Torapa, Dupuis, Marcinelle, 1973
Scénario et dessin : Jean-Claude Fournier -  (ISBN 2800103272)
- 24 Tembo Tabou[N 18], Dupuis, Marcinelle, 1974
Scénario : André Franquin, Greg - Dessin : André Franquin, Jean Roba -  (ISBN 2800103515)
- 25 Le Gri-gri du Niokolo-Koba, Dupuis, Marcinelle, 1974
Scénario et dessin : Jean-Claude Fournier -  (ISBN 2800103981)
- 26 Du cidre pour les étoiles, Dupuis, Marcinelle, 1976
Scénario et dessin : Jean-Claude Fournier -  (ISBN 2800104627)
- 27 L'Ankou[N 19], Dupuis, Marcinelle, 1977
Scénario et dessin : Jean-Claude Fournier -  (ISBN 2800105534)
- 28 Kodo le tyran, Dupuis, Marcinelle, 1979
Scénario et dessin : Jean-Claude Fournier -  (ISBN 2800106441)
- 29 Des haricots partout, Dupuis, Marcinelle, 1980
Scénario et dessin : Jean-Claude Fournier -  (ISBN 2800107006)
- 30 La Ceinture du grand froid, Dupuis, Marcinelle, 1983
Scénario : Raoul Cauvin - Dessin : Nic -  (ISBN 2800109777)
- 31 La Boîte noire, Dupuis, Marcinelle, 1983
Scénario : Raoul Cauvin - Dessin : Nic -  (ISBN 2800109947)
- 32 Les Faiseurs de silence[N 20], Dupuis, Marcinelle, 1984
Scénario : Raoul Cauvin - Dessin : Nic -  (ISBN 2800110236)
- 33 Virus, Dupuis, Marcinelle, 1984
Scénario : Tome - Dessin : Janry -  (ISBN 2800110368)
- 34 Aventure en Australie, Dupuis, Marcinelle, 1985
Scénario : Tome - Dessin : Janry -  (ISBN 2800110783)
- 35 Qui arrêtera Cyanure ?, Dupuis, Marcinelle, 1985
Scénario : Tome - Dessin : Janry -  (ISBN 2800111364)
- 36 L'Horloger de la comète, Dupuis, Marcinelle, 1986
Scénario : Tome[N 21] - Dessin : Janry -  (ISBN 2800112646)
- 37 Le Réveil du Z, Dupuis, Marcinelle, 1986
Scénario : Tome - Dessin : Janry -  (ISBN 2800113863)
- 38 La Jeunesse de Spirou, Dupuis, Marcinelle, 1987
Scénario : Tome - Dessin : Janry -  (ISBN 2800114207)
- 39 Spirou à New York, Dupuis, Marcinelle, 1987
Scénario : Tome - Dessin : Janry -  (ISBN 2800115181)
- 40 La Frousse aux trousses[N 22], Dupuis, Marcinelle, 1988
Scénario : Tome - Dessin : Janry -  (ISBN 2800116196)
- 41 La Vallée des bannis, Dupuis, Marcinelle, 1989
Scénario : Tome - Dessin : Janry -  (ISBN 2800117044)
- 42 Spirou à Moscou, Dupuis, Marcinelle, 1990
Scénario : Tome - Dessin : Janry -  (ISBN 2800117834)
- 43 Vito la Déveine, Dupuis, Marcinelle, 1991
Scénario : Tome - Dessin : Janry -  (ISBN 2800118911)
- 44 Le Rayon noir, Dupuis, Marcinelle, 1993
Scénario : Tome - Dessin : Janry -  (ISBN 2800119608)
- 45 Luna fatale, Dupuis, Marcinelle, 1995
Scénario : Tome - Dessin : Janry -  (ISBN 2800121394)
- 46 Machine qui rêve, Dupuis, Marcinelle, 1998
Scénario : Tome - Dessin : Janry -  (ISBN 280012394X)
- 47 Paris-sous-Seine, Dupuis, Marcinelle, 2004
Scénario : Jean-David Morvan - Dessin : José Luis Munuera -  (ISBN 2800129476)
- 48 L'Homme qui ne voulait pas mourir, Dupuis, Marcinelle, 2005
Scénario : Jean-David Morvan - Dessin : José Luis Munuera -  (ISBN 2800136944)
- 49 Spirou à Tokyo, Dupuis, Marcinelle, 2006
Scénario : Jean-David Morvan - Dessin : José Luis Munuera -  (ISBN 2800138440)
- 50 Aux sources du Z, Dupuis, Marcinelle, 2008
Scénario : Jean-David Morvan et Yann - Dessin : José Luis Munuera -  (ISBN 9782800140506)
- 51 Alerte aux Zorkons, Dupuis, Marcinelle, 2010
Scénario : Fabien Vehlmann - Dessin : Yoann
- 52 La Face cachée du Z, Dupuis, Marcinelle, 2011
Scénario : Fabien Vehlmann - Dessin : Yoann
- 53 Dans les griffes de la Vipère, Dupuis, Marcinelle, 2013
Scénario : Fabien Vehlmann - Dessin : Yoann
- 54 Le Groom de Sniper Alley, Dupuis, Marcinelle, 2014
Scénario : Fabien Vehlmann - Dessin : Yoann
- 55 La Colère du Marsupilami, Dupuis, Marcinelle, 2016
Scénario : Fabien Vehlmann - Dessin : Yoann
- 56 La Mort de Spirou, Dupuis, Marcinelle, 2022
Scénario : Sophie Guerrive et Benjamin Abitan - Dessin : Olivier Schwartz - Couleurs : Alex Doucet
- 57 La Mémoire du futur, Dupuis, Marcinelle, 2024
Scénario : Sophie Guerrive et Benjamin Abitan - Dessin : Olivier Schwartz - Couleurs : Alex Doucet

### Une aventure classique de Spirou et Fantasio
- 1 Spirou chez les Soviets, Dupuis, Marcinelle, septembre 2020
Scénario : Frédéric Neidhardt - Dessin : Fabrice Tarrin - (ISBN 978-2-8001-6955-2)

(Album édité à l'origine dans la série "Le Spirou de..." et répertorié ensuite comme le 1er album des "classiques")
- 2 La Baie des Cochons, Dupuis, Marcinelle, avril 2024
Scénario : Clément Lemoine, Michaël Baril et Elric - Dessin et couleurs : Elric -  (ISBN 978-2-8085-0194-1)

### Hors-série
Il existe un coffret avec les 4 hors-séries et un ex-libris représentant le fac-similé de la une du premier Spirou magazine (2003)
- 1 L’Héritage[N 23], Dupuis, Marcinelle, 1989
Scénario et dessin : André Franquin -  (ISBN 2800116307)
- 2 Radar le robot[N 24], Dupuis, Marcinelle, 1989
Scénario et dessin : André Franquin -  (ISBN 2800116315)
- 3 La Voix sans maître et 5 autres aventures[N 25], Dupuis, Marcinelle, 2003
Scénario : Alain De Kuyssche, Marcel Denis, André Franquin, Nic Broca, Rob-Vel, Tome - Dessin : Nic Broca, André Franquin, Janry, Jidéhem, Vittorio Leonardo, Rob-Vel -  (ISBN 2800134550)
- 4 Fantasio et le fantôme et 4 autres aventures[N 26], Dupuis, Marcinelle, 2003
Scénario : Yves Chaland, Jean-Claude Fournier, André Franquin, Jijé - Dessin : Yves Chaland, Jean-Claude Fournier, André Franquin, Jidéhem, Jijé -  (ISBN 2800134569)
- 5 Les Folles Aventures de Spirou, Dupuis, Marcinelle, 2017
Scénario : Fabien Vehlmann - Dessin : Yoann Chivard -  (ISBN 9782800169583)

#### Autres Hors-Série
- 1 Spirou sous le manteau, Dupuis, Marcinelle, 2013
Scénario et dessin : Al Severin -  (ISBN 9782800158921)
- 2 À tous les coups, c'est Spirou !, Dupuis, Marcinelle, 2016
Scénario et dessin : Al Severin -  (ISBN 9782800169040)
- 3 Le Triomphe de Zorglub, Dupuis, Marcinelle, 2018
Scénario : Olivier Bocquet - Dessin : Brice Cossu et Alexis Sentenac -  (ISBN 9782800174594)

### SérieLe Spirou de…
- 1 Les Géants pétrifiés, Dupuis, Marcinelle, 2006
Scénario : Fabien Vehlmann - Dessin : Yoann - Couleurs : Delf -  (ISBN 2800137843)
- 2 Les Marais du temps, Dupuis, Marcinelle, avril 2007
Scénario et dessin : Frank Le Gall - Couleurs : Dominique Thomas -  (ISBN 9782800138268)
- 3 Le Tombeau des Champignac, Dupuis, Marcinelle, novembre 2007
Scénario : Yann et Tarrin - Dessin : Tarrin - Couleurs : Tarrin, Yuko et Fred Neidhardt -  (ISBN 9782800138053)
- 4 Le Journal d'un ingénu, Dupuis, Marcinelle, 23 avril 2008
Scénario et dessin : Émile Bravo - Couleurs : Delphine Chedru -  (ISBN 9782800140520)
- 5 Le Groom vert-de-gris, Dupuis, Marcinelle, 7 mai 2009
Scénario : Yann - Dessin : Olivier Schwartz - Couleurs : Laurence Croix -  (ISBN 9782800140513)
- 6 Panique en Atlantique, Dupuis, Marcinelle, 16 avril 2010
Scénario : Lewis Trondheim - Dessin : Fabrice Parme - Couleurs : Véronique Dreher -  (ISBN 9782800147383)
- 7 La Femme léopard, Dupuis, Marcinelle, mai 2014
Scénario : Yann - Dessin : Olivier Schwartz - Couleurs : Laurence Croix -  (ISBN 9782800157429)
- 8 La Grosse Tête, Dupuis, Marcinelle, mars 2015
Scénario : Makyo, Toldac - Dessin : Téhem -  (ISBN 9782800156569)
- 9 Fantasio se marie, Dupuis, Marcinelle, 10 juin 2016
Scénario et dessin : Benoît Feroumont - Couleurs : Christelle Coopman -  (ISBN 9782800165646)
- 10 La Lumière de Bornéo, Dupuis, Marcinelle, 7 octobre 2016
Scénario : Zidrou - Dessin et couleurs : Frank Pé -  (ISBN 9782800167367)
- 11 Le Maître des Hosties Noires, Dupuis, Marcinelle, 20 janvier 2017
Scénario : Yann - Dessin : Olivier Schwartz - Couleurs : Laurence Croix -  (ISBN 9782800164021)
- 12 Fondation Z, Dupuis, Marcinelle, 20 avril 2018
Scénario : Denis-Pierre Filippi - Dessin : Fabrice Lebeault - Couleurs : Greg Lofé -  (ISBN 9791034730018)
- 13 Spirou ou l'espoir malgré tout (première partie), Dupuis, Marcinelle, juillet 2018
Scénario et dessin : Émile Bravo - Couleurs : Fanny Benoît -  (ISBN 9782800160986)
- 14 Spirou ou l'espoir malgré tout (deuxième partie), Dupuis, Marcinelle, octobre 2019
Scénario et dessin : Émile Bravo - Couleurs : Fanny Benoît -  (ISBN 9791034731626)
- 15 Spirou à Berlin, Dupuis, Marcinelle, octobre 2019
Scénario : Flix - Dessin : Flix - Couleurs : Ralf Marczinczik, Marvin Clifford -  (ISBN 9791034747184)
- 16 Spirou chez les Soviets, Dupuis, Marcinelle, septembre 2020
Scénario : Fred Neidhardt - Dessin et couleurs : Fabrice Tarrin -  (ISBN 978-2-8001-6955-2)
- 17 Pacific Palace, Dupuis, Marcinelle, janvier 2021
Scénario, dessin et couleurs : Christian Durieux -  (ISBN 979-1-0347-3269-2)
- 18 Spirou ou l'espoir malgré tout, tome 3 : Un départ vers la fin, Dupuis, Marcinelle, octobre 2021
Scénario et dessin : Émile Bravo - Couleurs : Fanny Benoît -  (ISBN 9791034731633)
- 19 Spirou ou l'espoir malgré tout, tome 4 : Une fin et un nouveau départ, Dupuis, Marcinelle, mai 2022
Scénario et dessin : Émile Bravo - Couleurs : Fanny Benoît -  (ISBN 9791034731640)
- 20 Spirou chez les fous, Dupuis, Marcinelle, novembre 2022
Scénario : Jul - Dessin : Libon - Couleurs : Alex Doucet -  (ISBN 9782800169910)
- 21 Spirou et la gorgone bleue, Dupuis, Marcinelle, septembre 2023
Scénario : Yann - Dessin : Dany - Couleurs : Dany -  (ISBN 9782800167800)

### LesIntégrales Dupuis
Depuis novembre 2006, les éditions Dupuis sortent des livres rassemblant en un même volume les histoires ayant un thème commun, ou une région commune, etc. Cette collection s'appelle les Intégrales Dupuis. Les aventures de Spirou et Fantasio par Franquin y sont reprises dans un ordre chronologique en 8 tomes. Le 9e tome marque le passage de relais à Jean-Claude Fournier, qui s'étale sur les trois tomes suivants. Le tome 12 est consacré à Nic & Cauvin et les quatre suivants à Tome & Janry.
- Tome 0a : Spirou par Rob-Vel
  - Les Aventures de Spirou de 1938 à 1943
- Tome 0b : Spirou par Jijé
  - Les Aventures de Spirou de 1940 à 1951
  - Spirou et l'Aventure
  - Comme une mouche au plafond
- Tome 1 : Les débuts d'un dessinateur
  - Le Tank
  - La Maison préfabriquée
  - Le Pharmacien débrouillard
  - La Vieille Dame
  - La Visite de Saint Nicolas
  - L'Héritage
  - Spirou à la plage
  - Radar le robot
  - Les Plans du robot
  - Spirou sur le ring
  - Spirou fait du cheval
  - Spirou chez les Pygmées
  - Les Chapeaux noirs
  - Mystère à la frontière
- Tome 2 : De Champignac au Marsupilami
  - Il y a un sorcier à Champignac
  - Spirou et les héritiers
  - Les Voleurs du marsupilami
- Tome 3 : Voyages autour du monde
  - La Corne de rhinocéros
  - Le Dictateur et le champignon
  - La Mauvaise Tête
- Tome 4 : Aventures modernes
  - Le Repaire de la murène
  - La Quick Super
  - Les Pirates du silence
  - Le gorille a bonne mine
- Tome 5 : Mystérieuses créatures
  - Le Nid du marsupilami
  - Le Voyageur du Mésozoïque
  - Le Homard
  - Vacances sans Histoires
  - Fantasio et le siphon
  - Les Patins téléguidés
  - La Foire aux gangsters
- Tome 6 : Inventions maléfiques
  - Le Prisonnier du Bouddha
  - Spirou découvre l'Europe
  - Spirou et les hommes-bulles
  - Les petits formats
  - Tembo Tabou
- Tome 7 : Le Mythe Zorglub
  - La Peur au bout du fil
  - Z comme Zorglub
  - Le Retour du Z
- Tome 8 : Aventures humoristiques
  - QRN sur Bretzelburg
  - Bravo les Brothers
  - Les Robinsons du rail
  - Panade à Champignac
- Tome 9 : 1969-1972
  - Le Faiseur d'or
  - Un Noël clandestin
  - Le Champignon nippon
  - Du glucose pour Noémie
  - Soyez bon avec les dindes
  - Joyeuses Pâques Papa
  - Un faux départ
  - L'Abbaye truquée
- Tome 10 : 1972-1975
  - Tora Torapa
  - Le Gri-gri du Niokolo-Koba
  - Du cidre pour les étoiles
- Tome 11 : 1976-1979
  - L'Ankou
  - Kodo le tyran
  - Des haricots partout
  - La Maison Dans la Mousse (les 5 premières planches)
- Tome 12 : 1980-1983
  - Le Fantacoptère solaire
  - La Naissance des Diskies
  - Allez Champignac !
  - La Ceinture du grand froid
  - La Boîte noire
  - Les Faiseurs de silence
- Tome 13 : 1981-1983
  - Virus
  - Aventure en Australie
  - Qui arrêtera Cyanure ?
- Tome 14 : 1984-1987
  - L'Horloger de la comète
  - Le Réveil du Z
  - Spirou à New York
  - L'Incroyable Burp
- Tome 15 : 1988-1991
  - La Frousse aux trousses
  - La Vallée des bannis
  - Spirou à Moscou
  - Vito la Déveine
- Tome 16 : 1992-1999
  - Le Rayon noir
  - Luna fatale
  - Machine qui rêve
  - Spirou à Cuba (premières planches)
- Tome 17 : 2004-2008
  - Paris-Sous-Seine
  - L'Homme qui ne voulait pas mourir
  - Spirou et Fantasio à Tokyo
  - Aux sources du Z

### Albums carrés
- 1 Spirou et l’aventure[N 27],[N 28], Dupuis, Marcinelle, 1948
Scénario et dessin : Jijé
- 2 Spirou et Fantasio[N 29],[N 28], Dupuis, Marcinelle, 1948
Scénario et dessin : André Franquin

### Série Michel Deligne
Publiés en 1975 par les Éditions Michel Deligne, ces deux albums reprennent les histoires de Spirou dessinées par Rob-Vel, Davine et Luc Lafnet de 1938 à 1943 et jamais publiées en albums jusque-là. Le tirage fut limité à 1 000 exemplaires en raison de difficultés techniques.
- 1 1938 l'âge d'or ! Naissance de Spirou[N 30], Michel Deligne, Bruxelles, 1975
Scénario et dessin : Rob-Vel
- 2 La Seconde Guerre mondiale et toujours... Spirou[N 31], Michel Deligne, Bruxelles, 1975
Scénario : Rob-Vel, Davine - Dessin : Rob-Vel, Davine, Luc Lafnet

### Tout Jijé
- Tout Jijé 1938-1940, (2001) comprenant les épisodes Spirou fait du cinéma (1940) et Spirou chez les Esquimaux (1941)
- Tout Jijé 1942-1943, (2010) comprenant l'épisode Spirou et le Pilote rouge (1943)
- Tout Jijé 1944-1945, (2010) comprenant les épisodes Spirou et l’aventure (1944-45) et L’Enlèvement de Spip (1945)
- Tout Jijé 1945-1947, (2000) comprenant les épisodes Spirou, Fantasio et la jeep (1945) et L’Agence Fantasio et le fantôme (1946)
- Tout Jijé 1948-1950, (2000) comprenant les épisodes Comme une mouche au plafond (1949) et Spirou et les hommes-grenouilles (1951)

### Autres éditions
- Les Robinsons du rail, (1981 et réédité en 1993), sorte de petit roman illustré publié dans Spirou en 1964 et adapté du feuilleton radio de 1963 créé par Franquin et Jidéhem.
- Les Mémoires de Spirou, (1989), autobiographie de Spirou ponctuée de récits inédits.
- Spatial 29 : Spirou dans la Stratosphère, éditions Le Cousin Francis (2009), comprenant l'aventure de Spirou sur la planète Zigomus, dessinée par Rob-Vel et publiée en 1943 dans le Journal de Spirou puis dans La Seconde Guerre mondiale et toujours… Spirou. Impression en quadrichromie et tirage limité à 50 exemplaires numérotés.

### LesSpirounon officiels

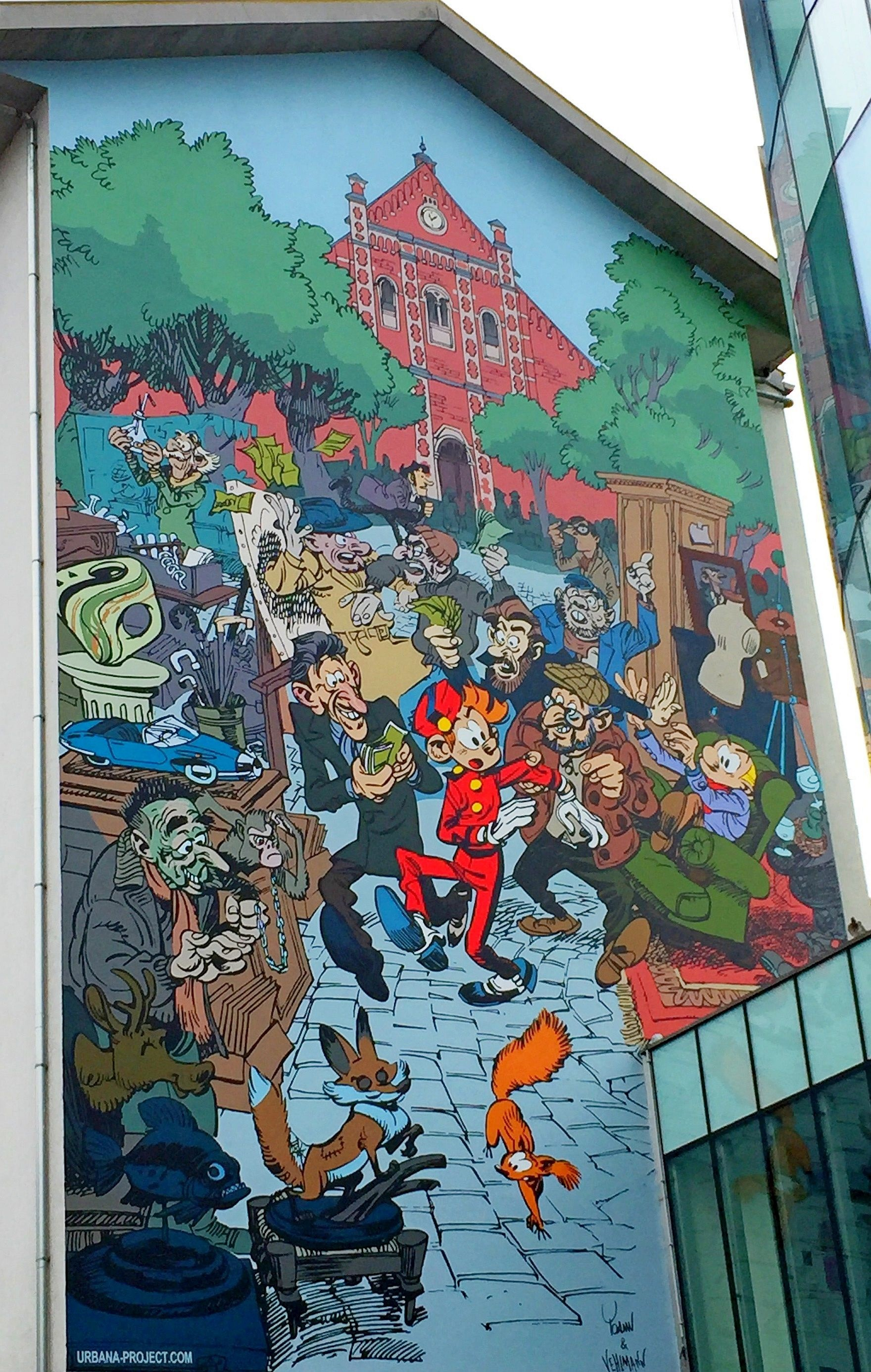
Une fresque avec Spirou et Fantasio, rue Notre-Dame de Grâce à Bruxelles.

Comme toute grande série, Spirou et Fantasio a eu droit à son album Pirate : Pirates ! (1999) par Sergueï et Mikaëlof. L'album est souvent considéré comme un bel hommage à la série. En effet, l'objectif avoué des auteurs était de tenter de coller le plus possible à l'esprit de la série, et d'éviter de sombrer dans la parodie comme cela a souvent été le cas avec Tintin. Il est auto-édité et a été fait sans l'accord de Dupuis. Néanmoins, ce dernier n'a a priori rien décrété au sujet de l'ouvrage et n'a pas tenté de le faire interdire.
Le tome 9 de Lapinot, L'Accélérateur atomique (2003), est un hommage à Spirou. Lapinot et ses comparses sont grimés en Spirou, Fantasio et Cie, le long de l'album. Lapinot est publié chez Dargaud, ainsi ce tome 9 a été publié avec l'accord de Dupuis. Néanmoins, les personnages principaux ne sont pas nommés tout au long de l'album.
L'hebdomadaire Spirou accueille également des parodies de Spirou et Fantasio par d'autres dessinateurs : Spouri et Fantaziz de Frédéric Neidhardt, en récits de plusieurs pages et en mini-récits. Dans le Spirou daté du 1er avril 2015, des pages d'un Spirou inédit de Rob-Vel sont publiées. Le Spirou daté du 8 avril 2015 révèle qu'il s'agit d'un poisson d'avril : c'est encore Neidhardt qui a dessiné ces pages.
Plus récemment, les personnages de Spoireau et Fantaspèrge créés par Sti apparaissent dans les hauts de page du journal. Ils tentent constamment de replacer un numéro 13 sur la page située entre la page 12 et la page 14 (numérotée 12 bis par superstition), mais La Malédiction de la page 13 les en empêche constamment.

## Adaptations dans d'autres langues
La série a été traduite dans plusieurs langues, notamment le néerlandais, l'allemand, l'espagnol, le portugais, le japonais, le finnois, le danois, le suédois, le polonais, le serbo-croate, le chinois (Spirou et les Héritiers) et le vietnamien. L'Ankou a été traduit en breton. Seul un épisode, Z comme Zorglub, a été publié en anglais par Fantasy Flight Publishing au milieu des années 1990, et jamais réédité. Cet album existe aussi en créole réunionnais (Epsilon BD) sous le titre Z konm Zorklèr. L'Ombre du Z n'a été traduit qu'en partie et jamais publié. Egmont Publishing édite des versions anglaises des albums en Inde à travers sa filiale indienne (Euro Books). Pour l'instant les albums 1 à 11 et 14 ont été traduits. L'éditeur anglais Cinebook publie des versions anglaises des albums signés Franquin et Tome & Janry depuis 2009.

## Séries dérivées
Plusieurs séries dérivées ont été créées à partir de l'univers de Spirou et Fantasio.
- Gaston Lagaffe, créée en 1957 par André Franquin. Même s'il ne s'agit pas à la base d'une série dérivée à proprement parler, les deux univers partagent beaucoup en commun au cours de la période où André Franquin gère la série, Fantasio étant un personnage prééminent des premiers gags de Gaston, et Spirou apparaissant épisodiquement. Réciproquement, Gaston Lagaffe joue un rôle important dans Bravo les Brothers, il est source de gags notamment dans La Foire aux gangsters et Panade à Champignac, aux côtés d'autres personnages clés de sa série éponyme, tels que Prunelle et Lebrac.
- Le Petit Noël, créée en 1957 également, à la période de Noël. Noël joue un rôle mineur, voire de figuration, dans la série Spirou et Fantasio, mais est le protagoniste de plusieurs mini-récits généralement publiés à la période des fêtes, au ton fantastique et poétique. Il est également le compagnon de jeu du Marsupilami[37], ainsi que d'une machine télépathe aux pouvoirs étonnants, l'Élaoin Sdretu, dans des récits et des gags publiés sporadiquement dans le Journal Spirou. Souvent montré en victime, anti-héros dans un autre genre que Gaston, il sera repris sans succès par d'autres auteurs. Les récits le mettant en scène attendent une réédition officielle et quelques rares gags peuvent être trouvés dans Tembo Tabou et le tome 0 de la série Marsupilami, Capturez un Marsupilami !
- Marsupilami, créée en 1987 par Franquin, Batem et Greg, qui raconte les aventures des animaux légendaires créés par le premier dans Spirou et les héritiers en 1952. Le protagoniste de la série semble être le spécimen rencontré dans Le Nid des marsupilamis avec sa famille. Il est à noter que les personnages de Noé et Zabaglione, personnages secondaires de Spirou et Fantasio, y apparaissent à plusieurs reprises. Cependant, tout comme pour Le Petit Spirou, les deux univers partagent très peu en commun, et cette série est d'ailleurs éditée chez un éditeur indépendant, Marsu Productions.

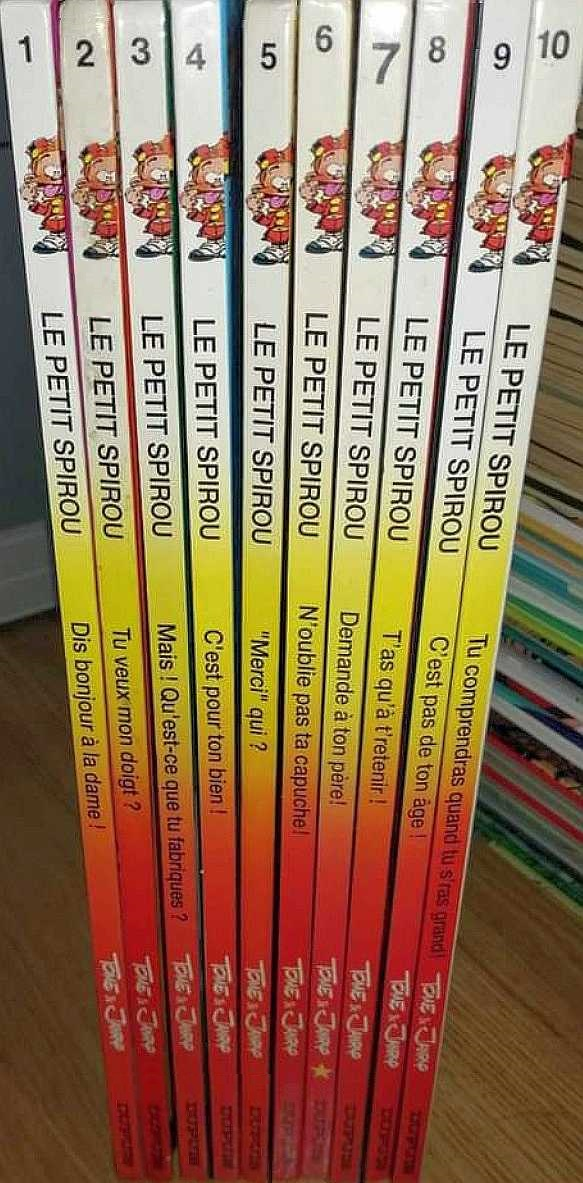
Le Petit Spirou de 1 à 10.

- Le Petit Spirou, créée en 1987 par Tome et Janry, raconte sur le ton humoristique la jeunesse présumée du héros. Elle est généralement maintenant considérée comme non-canonique, à la suite de l'abandon de la série principale par les auteurs et de la modernisation de l'univers du Petit Spirou. De plus, à l'exception du personnage titre, les deux séries n'ont aucun élément commun. Seul Spip reçoit un clin d'œil discret à travers un écureuil dénommé Trilili, qui n'apparaît que dans quelques gags.
- Spirou Manga est un projet créé en 2006 par Jean-David Morvan et Hiroyuki Ooshima (mangaka renommé au Japon), racontant sous forme de manga l'adolescence de Spirou et Fantasio à Tokyo. En hommage à Rob-Vel, Spirou y est groom dans le prestigieux hôtel New Moustique. Un premier essai est déjà paru sous la forme d'un petit supplément au Journal Spirou, intitulé Des valises sous les bras. Le projet a cependant été laissé en suspens après le renvoi du duo Morvan-Munuera.
- Zorglub, créé en 2017 par José-Luis Munuera (au scénario et dessin). Cette série met en avant le savant et super-méchant occasionnel Zorglub (créé à l'origine par André Franquin et Greg) ainsi que sa fille Zandra (créé pour l'occasion). L'auteur y développe la relation parfois conflictuelle du père et de sa fille, sur un ton oscillant entre la comédie et le drame psychologique :
- Une aventure de Spirou et Fantasio par…, voir ci-dessus, ou la page dédiée pour plus d'informations.
- Champignac : le duo de scénaristes Béka crée en 2018 avec le dessinateur David Etien un spin-off imaginant la jeunesse du comte de Champignac (personnage créé par André Franquin en 1951, dans l'album "Il y a un Sorcier à Champignac" de la série Spirou et Fantasio).
- Supergroom : sur un scénario de Fabien Vehlmann et des dessins de Yoann :
- 1 Justicier malgré lui, Dupuis, Marcinelle, 7 février 2020
Scénario : Fabien Vehlmann - Dessin : Yoann - Couleurs : Fabien Alquier -  (ISBN 9782800174723)
- 2 La Guerre olympique, Dupuis, Marcinelle, 10 septembre 2021
Scénario : Fabien Vehlmann - Dessin : Yoann - Couleurs : Fabien Alquier -  (ISBN 9791034749218)

## Controverse
En octobre 2024, à la suite d'accusations de racisme et de sexisme lancées sur les réseaux sociaux, les éditions Dupuis retirent de la vente l'album Spirou et la Gorgone Bleue, publié un an plus tôt,.

## Adaptations

### Théâtre de marionnettes
L'une des toutes premières adaptations de Spirou et Fantasio sur un support autre que la bande dessinée a été sous la forme de marionnettes dans les années 1940, au théâtre du farfadet. Les marionnettes ont été réalisées par André Moons et certains textes au moins ont été écrits par Jean Doisy, qui sont les cocréateurs de Fantasio. Si la marionnette de Spirou existe encore, celle de Fantasio a en revanche disparu.

### Feuilletons radiophoniques
Un feuilleton appelé La Flûte de l'oubli a été diffusé sur la RTB à partir du 25 février 1961. Il a été écrit par Yvan Delporte sur une idée de Franquin. L'album Le Dictateur et le Champignon et le récit Les Robinsons du Rail ont également été adaptés sous forme de feuilletons, le premier en 1961, le second en 1963, diffusé à partir du 16 octobre 1963. La version radiophonique des Robinsons du Rail est ainsi plus ancienne que la version écrite.

### Contes audio
Les disques Adès, dans la collection Le Petit Ménestrel, publièrent plusieurs contes audio des aventures de Spirou et Fantasio :
- Le Repaire de la murène (Claude Séjade, 1959. Réédité en 1983, 33 tours, 45e anniversaire de Spirou).
- Spirou et les héritiers (1973, 33 tours). Réalisé par Jean Maurel pour les éditions Musidisc.
- Le Dictateur et le champignon (diffusé sur la RTB pour la première fois en 1961, publié en 1983, 33 tours, 45e anniversaire de Spirou).
- Les Bébés marsupilamis (adaptation du Nid des Marsupilamis) (1983, 45 tours)

### Séries animées
- Spirou : série animée en deux saisons (1992 et 1995), 52 épisodes de 22 minutes réalisés pour la plupart par Michel Gauthier d'après Spirou et Fantasio de Tome et Janry.
- Spirou et Fantasio : série animée de 2006, 39 épisodes de 23 minutes réalisée par Daniel Duda et Coproduit par Dupuis Audiovisuel, M6, Aranéo et Fantasia Animation.
- Spirou and co : série de capsules animées diffusée sur La Trois depuis l'ouverture officielle de la chaine.

### Jeux vidéo
Deux jeux basés sur l’univers de Spirou ont été réalisés, le premier, sobrement intitulé Spirou, est sorti sur PC, Mega Drive, Super Nintendo et Game Boy en 1995 et a été édité et réalisé par Infogrames. Le deuxième, nommé La Panique mécanique (en anglais The Robot Invasion), est sorti exclusivement sur Game Boy Color en 2000, a été réalisé par Planet Interactive Development et édité par Ubi Soft. Les deux jeux sont très librement adaptés de la période Tome & Janry de Spirou, ne reprenant finalement que quelques personnages et décors emblématiques de cette période (Cyanure avec son physique de la série animée, le Snouffelaire, La Vallée des bannis) dans des jeux de plate-forme relativement linéaires et à l'histoire quasiment identique : à chaque fois, Spirou doit arrêter les plans de la maléfique Cyanure.

### Cinéma
Le film Les Aventures de Spirou et Fantasio est sorti février 2018, réalisé par Alexandre Coffre. Le casting réunit Thomas Solivérès (Spirou), Alex Lutz (Fantasio), Christian Clavier (Champignac), Ramzy Bedia (Zorglub) et Géraldine Nakache (Seccotine).

## Produits dérivés

### Timbres
Le 3 octobre 1988, la poste belge édite des timbres représentant Spirou, dessiné par Janry, dans une série de timbres relatifs à la bande dessinée pour jeunes. C'est la quatrième fois qu'un timbre représente un héros de bande dessinée.
Le 26 février 2006, la poste française édite trois timbres représentant des personnages de Spirou et Fantasio, dessinés par José Luis Munuera. À cette occasion, le Musée de la Poste de Paris organise une exposition du 27 février au 7 octobre 2006, divisée en deux halls, l'un montrant des planches originales et l'autre plutôt dédié aux loisirs, avec notamment une télévision et des jeux.
En mai 2008, la poste belge édite 5 timbres représentant des personnages de la série, dessinés par André Franquin, à l'occasion des 70 ans du journal et du personnage.